# Wama (distrikt)
Wama är ett distrikt i Afghanistan. Det ligger i provinsen Nurestan, i den nordöstra delen av landet, 160 kilometer öster om huvudstaden Kabul.
Distriktet beräknades år 2022 ha cirka 13 000 invånare.